# Kanton Morée
Der Kanton Morée war bis 2015 ein französischer Wahlkreis im Arrondissement Vendôme, im Département Loir-et-Cher und in der Region Centre-Val de Loire; sein Hauptort war Morée.
Der Kanton Morée hatte 8983 Einwohner (Stand 2012).

## Gemeinden
Der Kanton umfasste die Wahlberechtigten aus 13 Gemeinden:
| Gemeinde                  | Einwohner | Code postal | Code Insee |
| ------------------------- | --------- | ----------- | ---------- |
| Brévainville              | 163       | 41160       | 41026      |
| Busloup                   | 379       | 41160       | 41028      |
| Danzé                     | 605       | 41160       | 41073      |
| Fréteval                  | 897       | 41160       | 41095      |
| Lignières                 | 376       | 41160       | 41115      |
| Lisle                     | 194       | 41100       | 41116      |
| Morée                     | 994       | 41160       | 41154      |
| Pezou                     | 938       | 41100       | 41175      |
| Rahart                    | 256       | 41160       | 41186      |
| Saint-Firmin-des-Prés     | 777       | 41100       | 41209      |
| Saint-Hilaire-la-Gravelle | 687       | 41160       | 41214      |
| Saint-Jean-Froidmentel    | 437       | 41160       | 41216      |
| La Ville-aux-Clercs       | 1197      | 41160       | 41275      |